# Acanthocythereis dunelmensis
Acanthocythereis dunelmensis är en kräftdjursart som först beskrevs av Norman 1865.  Acanthocythereis dunelmensis ingår i släktet Acanthocythereis och familjen Trachyleberididae. Arten är reproducerande i Sverige. Inga underarter finns listade i Catalogue of Life.